# Campainha-azul
Campainha-azul (Porphyrospiza caerulescens) é uma espécie de pássaro encontrada principalmente na Bolívia e no Brasil, cujo habitat natural é o cerrado e que está se tornando rara em razão da diminuição do seu habitat em função do desmatamento para aumento da agricultura e pelo crescimento das cidades.
Sua alimentação é composta por pequenas sementes e insetos que captura durante caçada no solo ou quando estão em pleno voo.

## Características
O pássaro apresenta dimorfismo sexual. Enquanto que os machos possuem penas de coloração azul e bico amarelo, as fêmeas têm cores mais discretas, o que é comum entre as aves.
Essa ave remete bastante a identidade visual do Twitter, que possui um icônico pássaro azul de bico amarelo em sua logo.